# 리터치 (영화)
리터치(Retouch)는 이란에서 제작된 카베 마자헤리 감독의 2017년 범죄, 드라마 영화이다. 단편 영화이다. 이 영화는 파즈르 국제 영화제에서 단편 픽션 영화상을 수상했다.

## 줄거리
마리얌의 남편이 집에서 사고를 당한다. 마리얌은 남편을 구하지 못하여 도와주기를 그치고 그가 죽는 모습을 지켜본다.

## 수상
- 트라이베카 영화제(USA 2017) - Winner Best Narrative Short, Winner Jury Prize
- 파즈르 국제 영화제(이란 2017) - Winner Best Short Film (Crystal Simorgh Prize)
- 스톡홀름 국제 영화제(스웨덴 2017) - Winner Best Short Film
- 모스크바 국제 영화제(러시아 2017) - Nominated Best Film of the Short Film Competition (Silver St. George)
- 시카고 국제 영화제(미국 2017) - Nominated Gold Hugo for Best Fiction Short Film
- 바야돌리드 국제 영화제(스페인 2017) - Nominated Best Foreign Short at Meeting Point Section